# XXII Torneio Internacional Solverde em Hóquei em Patins
A Associação Académica de Espinho, organiza um dos torneio mais antigos de hóquei em patins de pre-época. Torneio Internacional Solverde em Hóquei em Patins Torneio com o principal pratrocinio do Casino Solverde (Espinho)
A Câmara de Espinho presta apoio na divulgação do torneio.
A 22 edição decoreu entre os dias 23 e 24 de Setembro, com o HC Liceo Coruña a conquistar mais um Troféu.

## Meias Finais
| Setembro 23, 2011 | UD Oliveirense | 5 - 3 | OC Barcelos | Pavilhão Arq. Jerónimo Reis |
| 20:30             |                |       |             |                             |

| Setembro 23, 2011 | AA Espinho                   | 3 - 5 | HC Liceo Coruña                               | Pavilhão Arq. Jerónimo Reis |
| 22:00             | André Pinto (2) Filipe Sousa |       | Eduardo Lamas (2) Josep Lamas (2) Anxo Varela |                             |

## 3º e 4º Lugar
| Setembro 24, 2011 | AA Espinho | 3 - 6 | OC Barcelos                                        | Pavilhão Arq. Jerónimo Reis |
| 16:00             |            | [ 3 ] | Carlos André Rodrigues (3) Jorge Maceda "Xixa" (3) |                             |

## Final
| Setembro 24, 2011 | HC Liceo Coruña | 7 - 6 | UD Oliveirense | Pavilhão Arq. Jerónimo Reis |
| 17:30             |                 |       |                |                             |